# Баром Реамеа
Баром Реамеатхиптей (кхмер. បរមរាមាធិបតី), также известный как Баром Реамеа (кхмер. បរមរាមា) и Дамкхат (кхмер. ដំខាត់) — правитель Ангкорской империи XIV века.
Полное тронное имя — Брхат Пада Самдач Брхат Парама Рамадипати (санскр. Brhat Pada Samdach Brhat Parama Ramadipati).

## Биография
Баром Реамеа был старшим сыном короля Лампонг Реатеи и племянник короля Сориётея I.
Семилетнее правление Баром Реамеи проходило относительно мирно: королевство Аютия взяло на себя обязательство силой перегруппировать под своей властью автономные княжества тайцев на севере.
Новый король установил отношения с Хунъу, первым императором китайской династии Мин, отношения с которой будут развиваться в последующие годы. Около 1379 года в китайских источниках появляется упоминание некоего короля Камбоджи по имени «Цан-та Кан-воу-чо-че-та-че» (Самдач Камбуджадхираджа), которого принято отождествлять с Парамарамой.
Баром Реамеа умер от болезни в 1373 году, так и не оставив наследника, а его преемником стал его младший брат — Тхоммо Соккорокх.